# Arenaria humifusa
Arenaria humifusa là loài thực vật có hoa thuộc họ Cẩm chướng. Loài này được Wahlenb. mô tả khoa học đầu tiên năm 1812.